# Union Carbide India
Union Carbide India este o companie din industria chimică indiană care în 1984 a cauzat catastrofa de la Bhopal. Mai târziu, și-a schimbat numele în Everready Industries. Până la urmă a plătit 470 milioane de dolari ca să scape de acuzațiile din accidentul de la Bhopal. În 1992 a dat faliment și a vândut cele 23 de fabrici din India.